# Slabtown
«Slabtown» — es el cuarto episodio de la quinta temporada de la serie de televisión The Walking Dead. Se estrenó el 2 de noviembre de 2014. Estuvo dirigido por Mike Satrazemis y el guion estuvo a cargo de Matt Negrete. Se estrenó el 3 de noviembre de 2014 por la cadena Fox en España e Hispanoamérica. En el episodio, Beth Greene (Emily Kinney) se encuentra en un hospital operacional en Atlanta, Georgia después de que fuera secuestrada en la temporada anterior. Beth descubre que el hospital está gobernado por un sistema siniestro y lentamente planea su escape. Emily Kinney y Melissa McBride son los únicos habituales que aparecen en este episodio, aunque McBride solo aparece en la escena final, mientras que Kinney aparece durante todo el episodio.

## Argumento
Beth Greene (Emily Kinney) se despierta en el Hospital Grady Memorial y es recibida por dos supervivientes, la teniente Dawn Lerner (Christine Woods) y el Dr. Steven Edwards (Erik Jensen). Dawn explica que sus agentes encontraron a Beth inconsciente al borde de un camino, rodeada de "podridos", y le salvaron la vida. Dawn le dice a Beth que como regla del hospital, debe pagarles con trabajo, y Beth se asigna al Dr. Edwards como enfermera. Ella y el Dr. Edwards están llamados a atender a un nuevo paciente, Gavin Trevitt. El Dr. Edwards describe inmediatamente a Gavin como una causa perdida, pero Dawn insiste en que el Dr. Edwards intente salvarlo. Después de que Edwards no puede salvar a Gavin, Dawn se enfurece y golpea a Beth en la cara, causando que sus heridas anteriores sangraran nuevamente. Más tarde, Beth y el Dr. Edwards deben tratar a una trabajadora, Joan (Keisha Castle-Hughes), que fue mordida por un caminante cuando intentaba escapar del hospital. A pesar de las súplicas de Joan para que se le permita morir, Dawn ordena al Dr. Edwards que ampute el brazo de Joan para evitar que la infección se propague. Beth se encuentra con otro trabajador del hospital llamado Noah (Tyler James Williams), quien le advierte que Dawn y sus oficiales son más siniestros de lo que parecen. Él le confía a Beth que tiene la intención de escapar del hospital, cuando sea el momento adecuado, y regresar a su comunidad en Richmond, Virginia. Una recuperación de Joan advierte a Beth que Dawn no puede controlar a sus oficiales, y que Dawn mantiene alta la lealtad y la moral de sus oficiales al permitirles hacer lo que quieren con los pacientes, lo que implica que la han violado.
Gorman más tarde ingresa a la habitación de Beth, donde Gorman comienza a acosarla sexualmente hasta que el Dr. Edwards y Dawn lo detienen. Beth le pregunta al Dr. Edwards por qué se queda en el hospital y permite a los oficiales que lo traten así. El Dr. Edwards lleva a Beth a la planta baja para mostrarle la cantidad de zombis que hay fuera del hospital, y luego a la azotea, donde le explica la historia del hospital. Durante el brote inicial, los funcionarios, encabezados por un hombre llamado Hanson, recibieron la orden de evacuar a los heridos. Sin embargo, mientras que los oficiales estaban realizando un barrido final del edificio, los militares bombardearon el resto de la ciudad. Al principio, los oficiales y el personal del hospital que sobrevivió se refugiaron en el hospital hasta que se quedaron sin suministros y se vieron obligados a limpiar. El Dr. Edwards finalmente no podía ignorar todos los enfermos y heridos que se encontraron, y llegaron a un acuerdo con Dawn: que las personas que tomaron y salvaron trabajarían para ellos. Sin embargo, Hansen finalmente se quebró bajo la presión y comenzó a tomar malas decisiones, lo que obligó a Dawn a "hacerse cargo" de él. El Dr. Edwards explica, además, que no importa cuán mal se viva en el hospital, es mejor que estar en el exterior.
El Dr. Edwards le dice a Beth que le de a Gavin una dosis de Clozapina, que termina matándolo. Una Dawn enojada exige saber lo que pasó, y Noah miente y dice que la muerte de Gavin era su culpa. Dawn lleva a Noah hasta su oficina para castigarlo por lo cometido. El Dr. Edwards le pregunta a Beth si ella dio a Gavin una dosis de Clonazepam como él pidió, y ella lo niega alegando que le dio Clozapina. Dawn más tarde se enfrenta de nuevo a Beth ingresando a su habitación, diciendo que ella sabía que Noah estaba mintiendo, pero se vio obligada a darle una paliza de todos modos. Luego advierte a Beth de que no se aprovechase de la caridad del hospital. Frustrado, Beth se reúne con Noah de nuevo para armar un plan de escape. Él le dice que su mejor oportunidad de escapar es robando una llave de Dawn, que corresponde a una salida en el sótano, debajo del hueco del ascensor. Sin embargo, la llave está en la oficina de Dawn. Mientras Noah distrae a Dawn, Beth se cuela en su oficina, y encuentra el cuerpo de Joan, quien al parecer se suicidó. Beth recupera la llave, pero Gorman justo entra a la habitación, por lo que ofrece su silencio si tiene relaciones sexuales con él. Beth le hace creer que se entrega a él pero le golpea en la cabeza con una jarra de vidrio cuando se da cuenta de que Joan se está reanimando, Gorman cae al suelo y es mordido por una Joan reanimada. Beth toma la llave y el arma de Gorman y sale de la oficina. En el camino se encuentra a Dawn y le dice que Gorman lo está esperando en su oficina. Beth y Noah se dirigen al hueco de ascensor y con un arnés improvisado con sábanas bajan hasta el sótano pero Noah se cae y se lastima la pierna, que atrae la atención de los caminantes. Beth con un arma de fuego, despeja el camino y ambos salen del hospital por la puerta de emergencia. En el exterior otros caminantes amenazan su libertad, pero Beth dispara y cubre la huida de Noah, quien termina huyendo del hospital. Otros oficiales en la puerta toman a Beth y evitan que ésta también escape.
Dawn enojada lleva a Beth de regreso a su oficina para mostrarle los cadáveres de Joan y Gorman, y exige que le explique qué pasó. Beth dice que Gorman intentó abusar de ella, y que las dos muertes son el resultado de su sistema defectuoso de permitir que sus funcionarios puedan hacer lo que quieran, y que a pesar de lo que ella piensa, nadie está llegando a rescatarlos. Dawn luego golpea a Beth de ira. Más tarde, el Dr. Edwards trata a Beth para las heridas infligidas por Dawn en ella cuando Beth se enfrenta a él sobre la muerte de Gavin. Beth revela que ella sabe que Gavin era también médico, y que ella sospechaba que el Dr. Edwards deliberadamente le dijo que administrara el fármaco incorrecto para que Gavin muriera porque tenía miedo de que Dawn lo matara al haber otro médico experimentado en el hospital. El Dr. Edwards admite que él sí arregló la muerte de Gavin, y que lo único que quiere es asegurar su propia supervivencia.
Beth toma unas tijeras y camina por el pasillo principal del hospital, planeando matar al Dr. Edwards que se encuentra en la puerta de unas de las habitaciones del recinto, cuando las puertas del fondo se abren y aparecen dos oficiales llevando una camilla con un nuevo paciente, que no es nada más ni nada menos que Carol (Melissa McBride), Beth mira atónita el rostro de Carol.

## Producción
El episodio se centra en el paradero de Beth Greene (Emily Kinney) y Carol Peletier (Melissa McBride), por lo que Andrew Lincoln, Norman Reedus, Steven Yeun, Lauren Cohan, Chandler Riggs, Danai Gurira, Michael Cudlitz, Chad Coleman, Sonequa Martin-Green, Alanna Masterson, Josh McDermitt, Christian Serratos y Seth Gilliam no aparecen, pero igual son acreditados.

## Recepción
Tras la transmisión, el episodio fue visto por 14.518 millones de televidentes estadounidenses con una calificación de entre 18 y 49 de 7.6, un aumento en la audiencia de la semana anterior que tuvo 13.801 millones de espectadores y una calificación de entre 18 y 49 de 7.0.
En el Reino Unido, el episodio fue visto por 1.218 millones de espectadores, por lo que es la transmisión de mayor audiencia de esa semana. También recibió 102 millones de televidentes en cambios de hora En Australia, recibió 90 millones de televidentes, por lo que es la transmisión por cable de mayor audiencia ese día.
El episodio recibió críticas generalmente positivas de los críticos. Matt Fowler de IGN le dio al episodio un 7.7 sobre 10, diciendo: "Como alguien que realmente disfrutó de la diversión de dos episodios del Gobernador la temporada pasada (aunque aún se daba cuenta de que era la corrección del curso del espectáculo para poder regresar a una batalla en prisión legítima), y también como alguien a quien le gusta Beth, "Slabtown" fue un poco molesto. No totalmente. Hubo algunas cosas buenas aquí. Pero definitivamente fue una derrota difícil después de la saga caníbal. Tanto que me tenía preguntando (casi) todo el tiempo cuál era el siniestro secreto de este nuevo grupo. Y la verdad, cuando se reveló, no era realmente tan oscura o emocionante considerando lo que ya hemos visto en esta temporada ".